# Гарейка (річка)
Гаре́йка (башк. Гәрәй, рос. Гарейка) — річка в Росії, розташована в межах Республіки Башкортостан. Права притока Швидкого Танипу, належить до підбасейну Білої басейну Ками.
Загальна довжина Гарейки становить 73 км. Ця водна артерія утворюється злиттям річок Нугай і Гарі в 2,5 км на схід від села Юрміязбаш. Іноді Гарі зазначають як її ліву притоку, а в Башкирській енциклопедії цю водну артерію помилково описують як верхню течію Гарейки. Річка Гарейка незмінно прямує в південно-західному напрямку, причому біля витоку її річище не робить крутих поворотів, а ближче до гирла стає звивистим. Найбільшими притоками цієї річки слід вважати з лівого боку Гарі, Байман, Яш, з правого — Бусту, Умангору, Варяж, Ісанбайку. Крім них Гарейка вбирає декілька безіменних малих річок і струмків. Впадає у Швидкий Танип з правого боку за 74 км від його гирла.
Живлення Гарейки мішане з перевагою снігового. Витрата води біля гирла становить 1,5 м³/с. Площа басейну складає за різними джерелами 859 або 886 км² (в останньому випадку до нього зараховують басейн Гарі).
Рельєф басейну Гарейки рівнинний, денудаційний. На її берегах можна натрапити на такі типи ландшафтів як темнохвойно-широколистяні та соснові ліси, болота, остепнені луки та лучні степи. Ґрунти басейну сірі лісові (під деревною рослинністю), дерново-підзолисті (в різних типах ландшафтів) та чорноземи (на відкритих посушливих ділянках).
На річці розташовані села Кашкаково, Месягутово, Кизил-Яр, Братовщина, Актуганово, Кучаш, Семенкіно, Абдулліно, Бустанаєво, Кургак, Малокачаково. Гарейку перетинають автошляхи загального користування, найбільший з який P315. Вище села Кашкаково на річці утворене водосховище.